# انشپل
انشپل (به آلمانی: Enspel) یک شهر در آلمان است که در وستروالدکرایس واقع شده‌است.